# Список работ Брэдли Купера
Брэ́дли Ку́пер (англ. Bradley Cooper) — американский актёр и кинорежиссёр. Свою карьеру Купер начал с небольшой роли в ситкоме «Секс в большом городе». В 2000 году стал ведущим туристического шоу «Всемирный путешественник». Дебют Купера в кино состоялся в фильме «Жаркое американское лето». Позже он вернулся к роли в мини-сериале «Жаркое американское лето: Первый день лагеря». В телесериале «Шпионка» Купер добился успеха, сыграв роль Уилла Типпина, хотя он играл её только в первых двух сезонах.
Второстепенная роль Купера в коммерчески успешной комедии «Незваные гости» улучшила карьерные перспективы актёра. Также он сыграл типаж лучшего друга главного героя в комедиях «Любовь и прочие неприятности», «Голый барабанщик» и «Обещать — не значит жениться». Кроме того, Купер исполнил главные роли в телесериалах, таких как ситком «Секреты на кухне», и сыграл двойную роль в спектакле «Три дня дождя». Однако «Секреты на кухне» закрыли после четырёх эпизодов из-за низких рейтингов. Прорывом в карьере Купера стала роль безрассудного учителя в комедии Тодда Филлипса «Мальчишник в Вегасе», ставшей одним из самых кассовых фильмов всех времён с рейтингом R. Купер продолжил сниматься в нескольких кассовых хитах, включая «Команда-А», «Области тьмы» и «Мальчишник 2: Из Вегаса в Бангкок».
В 2012 году Купер появился в четырёх фильмах, среди которых «Место под соснами» и «Мой парень — псих». Роль в последнем получила высокую оценку критиков и принесла ему номинацию на премию «Оскар» за лучшую мужскую роль. Позже Купер сыграл главные роли в фильмах «Афера по-американски», «Стражи Галактики» и «Снайпер». Получив номинации на «Оскар» за фильмы «Афера по-американски» и «Снайпер» Купер стал десятым в истории актёром, получившим номинацию на премию три года подряд. В 2014 году Купер вернулся на сцену и сыграл на Бродвее в спектакле «Человек-слон» роль сильно изуродованного Джозефа Меррика. Его игра получила высокую оценку критиков и принесла ему номинацию на премию «Тони» за лучшую мужскую роль в пьесе. Ни один из фильмов 2015 года с участием Купера — «Алоха», «Шеф Адам Джонс» и «Джой» — не имел успеха в прокате. В 2016 году Купер снялся в комедийной драме «Парни со стволами», которую он также спродюсировал вместе с режиссёром Тоддом Филлипсом.
В 2018 году Купер снял свой первый фильм — музыкальную романтическую драму «Звезда родилась» и сыграл в ней главную роль. Также он выступил сценаристом, продюсером и автором саундтрека вместе с Леди Гагой. Саундтрек возглавил чарты Великобритании и Ирландии. Сингл «Shallow» занял первую строчку в Ирландии. В 2019 году Купер спродюсировал психологический триллер «Джокер», основанный на одноимённом персонаже комиксов DC. «Джокер» стал первым фильмом с рейтингом R, преодолевшим отметку в миллиард долларов.

## Кино
| Год  | Название                                  | Роль                             | Комментарии                          | Ист.   |
| ---- | ----------------------------------------- | -------------------------------- | ------------------------------------ | ------ |
| 2001 | «Жаркое американское лето»                | Бен                              |                                      | [ 14 ] |
| 2002 | «В чужом ряду»                            | Гордон Пинелла                   | удалённая сцена                      | [ 15 ] |
| 2002 | «Одним глазком»                           | Трэвис Паттерсон                 |                                      | [ 16 ] |
| 2002 | «В обход всех правил»                     | Джефф                            |                                      | [ 17 ] |
| 2005 | «Незваные гости»                          | Закари «Зак» Лодж                |                                      | [ 18 ] |
| 2006 | «Любовь и прочие неприятности»            | Демо                             |                                      | [ 19 ] |
| 2007 | «Мстители»                                | ковбой                           |                                      | [ 20 ] |
| 2008 | «Пастырь: Битва за души»                  | Люк                              |                                      | [ 21 ] |
| 2008 | «Голый барабанщик»                        | Trash                            |                                      | [ 22 ] |
| 2008 | «Полуночный экспресс»                     | Леон Кауфман                     |                                      | [ 23 ] |
| 2008 | «Всегда говори „да“»                      | Питер                            |                                      | [ 24 ] |
| 2009 | «Обещать — не значит жениться»            | Бен                              |                                      | [ 25 ] |
| 2009 | «Мальчишник в Вегасе»                     | Фил Веннек                       |                                      | [ 6 ]  |
| 2009 | «Дело № 39»                               | Дуглас Эймс                      |                                      | [ 26 ] |
| 2009 | «Всё о Стиве»                             | Стив                             |                                      | [ 27 ] |
| 2009 | «Нью-Йорк, я люблю тебя»                  | Гус                              | шестая новелла                       | [ 28 ] |
| 2010 | «День святого Валентина»                  | Холден                           |                                      | [ 29 ] |
| 2010 | «Братская справедливость»                 | играет самого себя / Дуайт Сейдж |                                      | [ 30 ] |
| 2010 | «Команда-А»                               | Темплтон Пек                     |                                      | [ 31 ] |
| 2011 | «Области тьмы»                            | Эдди Морра                       | также исполнительный продюсер        | [ 32 ] |
| 2011 | «Мальчишник 2: Из Вегаса в Бангкок»       | Фил Веннек                       |                                      | [ 33 ] |
| 2011 | «Кайлен»                                  | Father Human                     | короткометражка                      | [ 34 ] |
| 2012 | «Слова»                                   | Рори Янсен                       | также исполнительный продюсер        | [ 35 ] |
| 2012 | «Хватай и беги»                           | Алекс Дмитрий                    |                                      | [ 36 ] |
| 2012 | «Место под соснами»                       | Эйвери Кросс                     |                                      | [ 37 ] |
| 2012 | «Мой парень — псих»                       | Патрик «Пэт» Солитано мл.        | также исполнительный продюсер        | [ 38 ] |
| 2013 | «Мальчишник: Часть III»                   | Фил Веннек                       |                                      | [ 39 ] |
| 2013 | «Афера по-американски»                    | Ричи ДиМасо                      | также исполнительный продюсер        | [ 40 ] |
| 2014 | «Стражи Галактики»                        | Ракета                           | озвучка                              | [ 41 ] |
| 2014 | «Серена»                                  | Джордж Пембертон                 |                                      | [ 42 ] |
| 2014 | «Снайпер»                                 | Крис Кайл                        | также продюсер                       | [ 43 ] |
| 2015 | «Алоха»                                   | Брайан Гилкрест                  |                                      | [ 44 ] |
| 2015 | «Шеф Адам Джонс»                          | Адам Джонс                       |                                      | [ 45 ] |
| 2015 | «Джой»                                    | Нил Уокер                        |                                      | [ 46 ] |
| 2016 | «Кловерфилд, 10»                          | Бен                              | озвучка                              | [ 47 ] |
| 2016 | «Парни со стволами»                       | Анри Жирар                       | также продюсер                       | [ 48 ] |
| 2017 | «Стражи Галактики. Часть 2»               | Ракета                           | озвучка и захват движения            | [ 49 ] |
| 2018 | «Мстители: Война бесконечности»           | Ракета                           | озвучка                              | [ 50 ] |
| 2018 | «Звезда родилась»                         | Джексон Мейн                     | также режиссёр, сценарист и продюсер | [ 51 ] |
| 2018 | «Наркокурьер»                             | Колин Бейтс                      |                                      | [ 52 ] |
| 2019 | «Мстители: Финал»                         | Ракета                           | озвучка                              | [ 53 ] |
| 2019 | «Джокер»                                  | н/д                              | только продюсер                      | [ 54 ] |
| 2021 | «Лакричная пицца»                         | Джон Питерс                      |                                      | [ 55 ] |
| 2021 | «Аллея кошмаров»                          | Стэнтон «Стэн» Карлайл           | также продюсер                       | [ 56 ] |
| 2022 | «Тор: Любовь и гром»                      | Ракета                           | озвучка                              | [ 57 ] |
| 2023 | «Подземелья и драконы: Честь среди воров» | Марламин                         | камео                                | [ 58 ] |
| 2023 | «Стражи Галактики. Часть 3»               | Ракета                           | озвучка                              | [ 59 ] |
| 2023 | «Маэстро»                                 | Леонард Бернстайн                | также режиссёр, сценарист и продюсер | [ 60 ] |
| 2024 | «Воображаемые друзья»                     | кубик льда                       | озвучка                              | [ 61 ] |

## Телевидение
| Год        | Название                                       | Роль                         | Комментарии                                                                       | Ист.                 |
| ---------- | ---------------------------------------------- | ---------------------------- | --------------------------------------------------------------------------------- | -------------------- |
| 1999       | «Секс в большом городе»                        | Джейк                        | эпизод «Одиночек пристреливают, не правда ли?»                                    | [ 62 ]               |
| 2000       | «Студия звукозаписи „Wall to Wall“»            | неизвестно                   | телефильм                                                                         | [ 63 ]               |
| 2000—2001  | «Улица»                                        | Клей Хэммонд                 | 5 эпизодов                                                                        | [ 64 ]               |
| 2000—2001  | «Всемирный путешественник»                     | играет самого себя           | 9 эпизодов                                                                        | [ 65 ]               |
| 2001—2006  | «Шпионка»                                      | Уилл Типпин                  | 46 эпизодов                                                                       | [ 66 ]               |
| 2003       | «Последний ковбой»                             | Морган Мёрфи                 | телефильм                                                                         | [ 67 ]               |
| 2003       | «Сваха»                                        | Гэри                         | эпизод «У меня есть ты, детка»                                                    | [ 68 ]               |
| 2004       | «Реалии любви»                                 | Тодд Доэрти                  | телефильм                                                                         | [ 69 ]               |
| 2004       | «Прикосновение зла»                            | Марк Риверс                  | 6 эпизодов                                                                        | [ 70 ]               |
| 2004—2005  | «Джек и Бобби»                                 | Том Векслер Грэм             | 14 эпизодов                                                                       | [ 71 ]               |
| 2005       | «Закон и порядок: Специальный корпус»          | Джейсон Уитакер              | эпизод «Ночь»                                                                     | [ 72 ]               |
| 2005       | «Закон и порядок: Суд присяжных»               | Джейсон Уитакер              | эпизод «День»                                                                     | [ 73 ]               |
| 2005—2006  | «Секреты на кухне»                             | Джек Бурден                  | 13 эпизодов                                                                       | [ 5 ]                |
| 2007—2009  | «Части тела»                                   | Эйдан Стоун                  | 6 эпизодов                                                                        | [ 74 ]               |
| 2009, 2013 | «Saturday Night Live»                          | ведущий / играет самого себя | эпизоды «Брэдли Купер / TV on the Radio» «Зак Галифианакис / Of Monsters and Men» | [ 75 ] [ 76 ] [ 77 ] |
| 2015       | «Жаркое американское лето: Первый день лагеря» | Бен                          | 7 эпизодов                                                                        | [ 78 ]               |
| 2015—2016  | «Области тьмы»                                 | Эдди Морра                   | 4 эпизода; также исполнительный продюсер                                          | [ 79 ]               |
| с 2022     | «Я есть Грут»                                  | Ракета                       | озвучка; эпизоды «Великая работа» и «Снежный день Грута»                          | [ 80 ]               |
| 2022       | «Стражи Галактики: Праздничный спецвыпуск»     | Ракета                       | озвучка; ТВ-спецвыпуск                                                            | [ 81 ]               |
| 2023       | «ФДР»                                          | N/A                          | исполнительный продюсер                                                           | [ 82 ]               |
| 2024       | «Начальная школа Эбботт»                       | играет самого себя           | эпизод «Уиллард Р. Эбботт»                                                        |                      |

## Театр
| Год       | Название        | Роль        | Место проведения                           | Ист.   |
| --------- | --------------- | ----------- | ------------------------------------------ | ------ |
| 2006      | «Три дня дождя» | Пип / Тео   | Театр «Бернард Б. Джекобс»                 | [ 83 ] |
| 2008      | «Дублёрша»      | Джейк       | Театральный фестиваль в Уильямстауне       | [ 84 ] |
| 2014—2015 | «Человек-слон»  | Джон Меррик | Театр Бут / Королевский театр на Хеймаркет | [ 85 ] |

## Дискография

### Альбомы саундтреков
| Название                                | Детали альбома                                                                          | Пиковые позиции в чартах | Пиковые позиции в чартах | Пиковые позиции в чартах | Пиковые позиции в чартах | Пиковые позиции в чартах | Пиковые позиции в чартах | Пиковые позиции в чартах | Пиковые позиции в чартах | Пиковые позиции в чартах | Пиковые позиции в чартах | Продажи                                                                     | Сертификаты |
| Название                                | Детали альбома                                                                          | US                       | AUS                      | AUT                      | CAN                      | FRA                      | GER                      | ITA                      | NZ                       | SWI                      | UK                       | Продажи                                                                     | Сертификаты |
| --------------------------------------- | --------------------------------------------------------------------------------------- | ------------------------ | ------------------------ | ------------------------ | ------------------------ | ------------------------ | ------------------------ | ------------------------ | ------------------------ | ------------------------ | ------------------------ | --------------------------------------------------------------------------- | --- |
| A Star Is Born (совместно с Леди Гагой) | - Дата выпуска: October 5, 2018 - Лейбл: Interscope - Формат: CD, цифровая загрузка, LP | 1                        | 1                        | 2                        | 1                        | 1                        | 4                        | 4                        | 1                        | 1                        | 1                        | - WW: 6,000,000 - US: 1,148,000 - CAN: 157,000 - FRA: 340,000 - UK: 544,913 | - RIAA: 2× Платиновый - ARIA: 3× Платиновый - BPI: Платиновый - FIMI: 2× Платиновый - IFPI AUT: Платиновый - IFPI SWI: Платиновый - MC: 3× Платиновый - RMNZ: 3× Платиновый - SNEP: Алмазный |

### Синглы
| Название                           | Год  | Пиковые позиции в чартах | Пиковые позиции в чартах | Пиковые позиции в чартах | Пиковые позиции в чартах | Пиковые позиции в чартах | Пиковые позиции в чартах | Пиковые позиции в чартах | Пиковые позиции в чартах | Пиковые позиции в чартах | Пиковые позиции в чартах | Сертификаты | Альбом         |
| Название                           | Год  | US                       | AUT                      | CAN                      | FRA                      | GER                      | IRE                      | NL                       | SWE                      | SWI                      | UK                       | Сертификаты | Альбом         |
| ---------------------------------- | ---- | ------------------------ | ------------------------ | ------------------------ | ------------------------ | ------------------------ | ------------------------ | ------------------------ | ------------------------ | ------------------------ | ------------------------ | --- | -------------- |
| «Shallow» (совместно с Леди Гагой) | 2018 | 1                        | 1                        | 1                        | 3                        | 4                        | 1                        | 5                        | 1                        | 1                        | 1                        | - RIAA: 4× Платиновый - ARIA: 16× Платиновый - BPI: 5× Платиновый - BVMI: Платиновый - FIMI: 6× Платиновый - IFPI AUT: Платиновый - IFPI SWI: 2× Платиновый - MC: 8× Платиновый - RMNZ: 3× Платиновый - SNEP: Алмазный | A Star Is Born |

### Другие песни, вошедшие в чарты и получившие сертификаты
| Название                                             | Год  | Пиковые позиции в чартах | Пиковые позиции в чартах | Пиковые позиции в чартах | Пиковые позиции в чартах | Пиковые позиции в чартах | Сертификаты                       | Альбом         |
| Название                                             | Год  | US                       | US Digital               | CAN                      | CAN Digital              | SWI                      | Сертификаты                       | Альбом         |
| ---------------------------------------------------- | ---- | ------------------------ | ------------------------ | ------------------------ | ------------------------ | ------------------------ | --------------------------------- | -------------- |
| «Black Eyes»                                         | 2018 | —                        | 34                       | —                        | 43                       | —                        | - PMB: Золотой                    | A Star Is Born |
| «Maybe It's Time»                                    | 2018 | 93                       | 6                        | 86                       | 12                       | 82                       | - RIAA: Золотой - PMB: Платиновый | A Star Is Born |
| «Out of Time»                                        | 2018 | —                        | —                        | —                        | —                        | —                        | - PMB: Золотой                    | A Star Is Born |
| «Music to My Eyes» (совместно с Леди Гагой)          | 2018 | —                        | 42                       | —                        | —                        | —                        |                                   | A Star Is Born |
| «Diggin' My Grave» (совместно с Леди Гагой)          | 2018 | —                        | —                        | —                        | —                        | —                        | - ARIA: Золотой                   | A Star Is Born |
| «I Don't Know What Love Is» (совместно с Леди Гагой) | 2018 | —                        | —                        | —                        | —                        | —                        | - ARIA: Золотой                   | A Star Is Born |
| «I'll Never Love Again» (совместно с Леди Гагой)     | 2018 | —                        | —                        | —                        | —                        | —                        | - ARIA: 3× Платиновый             | A Star Is Born |

## Другие проявления

### Аттракционы тематического парка
| Название                                    | Год  | Роль             | Место проведения            | Ист.    |
| ------------------------------------------- | ---- | ---------------- | --------------------------- | ------- |
| Guardians of the Galaxy – Mission Breakout! | 2017 | Ракета (озвучка) | Disney California Adventure | [ 128 ] |

## Комментарии
1. ↑  Среди других актёров, получавших номинацию три года подряд, были: Спенсер Трейси, Гэри Купер, Грегори Пек, Марлон Брандо, Ричард Бёртон, Аль Пачино, Джек Николсон, Уильям Хёрт и Рассел Кроу[9].
2. 1 2  Купер сыграл двух персонажей.